# Henryk Węglowski
Henryk Węglowski (ur. 6 czerwca 1895 w Rzeszowie, zm. 19 maja 1942 w Dachau) – polski żołnierz, porucznik piechoty Wojska Polskiego, lekarz i działacz społeczny.

## Życiorys
Syn Piotra Węglowskiego i Marianny z Krogulskich. Uczęszczał do I Gimnazjum w Rzeszowie, działając równocześnie w skautingu, a następnie w Związku Strzeleckim. Od 1914 r. służył w Legionach Polskich. Po kryzysie przysięgowym wcielony do armii austriackiej. Brał udział w powstaniu śląskim. W 1918 r. zgłosił się ochotniczo do 1 pułku piechoty Ziemi Rzeszowskiej, gdzie pełnił funkcję dowódcy kompanii. Zwolniony z wojska w 1921 r. w stopniu porucznika.
Po zwolnieniu z wojska rozpoczął studia medyczne na Uniwersytecie Jagiellońskim, a po ich ukończeniu powrócił do Rzeszowa i podjął praktykę lekarską. Jego żona, Maria Węglowska, również była lekarką.

## Działalność społeczna
W czasie studiów w Krakowie był m.in. organizatorem Zrzeszenia Akademickich Kół Prowincjonalnych, jako przedstawiciel koła rzeszowskiego. W latach 1922–1924 pełnił funkcję prezesa Akademickiego Koła Rzeszowiaków w Krakowie. Angażował się w tworzenie ruchu skautowskiego na ziemi sandomierskiej. Po powrocie do Rzeszowa brał udział we władzach Polskiego Towarzystwa Gimnastycznego „Sokół”. W 1933 roku został mianowany Komendantem Powiatowym Związku Strzeleckiego w Rzeszowie. Funkcje pełnił do 1936 roku. Od 1934 roku był członkiem zarządu, a następnie prezesem Związku Legionistów Polskich. Od 1935 roku był członkiem Komitetu Rozbudowy Miasta Rzeszowa.

## Działalność polityczna i samorządowa
Jako działacz rzeszowskiego BBWR był członkiem Rady Miejskiej (1927 – IX 1936), członkiem Zarządu Miejskiego (1927–1935), ławnikiem w Radzie Miejskiej (1935–1936), członkiem Tymczasowego Zarządu Powiatowego (1928–1930), członkiem Tymczasowej Rady Powiatowej (1930–1933), członkiem Rady Powiatowej (1933–1937). Brał udział w tworzeniu Obozu Zjednoczenia Narodowego – w 1937 roku wszedł w skład Zarządu Miejskiego OZN w Rzeszowie.

## Aresztowanie i śmierć
We wrześniu 1939 roku został schwytany przez Niemców wśród uciekających na Węgry. „Po długich badaniach i ścisłym odosobnieniu” został osadzony w więzieniu m.in. w „szlacheckiej celi”. Zginął 19 maja 1942 roku w niemieckim obozie koncentracyjnym KL Dachau.

## Ordery i odznaczenia
- Krzyż Niepodległości (2 sierpnia 1931)[10]
- Krzyż Walecznych (dwukrotnie)[11]
- Złoty Krzyż Zasługi (16 marca 1934)[12]
- Srebrny Krzyż Zasługi[11]
- Medal Pamiątkowy za Wojnę 1918–1921[11]